# Psittacologie
La psittacologie est une branche de la zoologie ayant pour objet d'étude les perroquets. La psittacologie est une sous-branche de l'ornithologie. 